# Bonatea praeclara
Bonatea praeclara är en fjärilsart som beskrevs av William Schaus 1911. Bonatea praeclara ingår i släktet Bonatea och familjen mätare. Inga underarter finns listade i Catalogue of Life.